# Ню Йорк (броненосен крайцер)
Вижте пояснителната страница за други значения на Ню Йорк.
Ню Йорк (на английски: USS New York, ACR-2) е броненосен крайцер на ВМС на САЩ. Той е първият пълноценен американски броненосен крайцер. Участва в испано-американската войне. През 1911 г. е преименуван на „Саратога“, а през 1917 г. в „Рочестър“.
Негово развитие е крайцерът „Бруклин“.

## Конструкция

### Силова установка
4 вертикални парни машини с тройно разширение, 8 цилиндрични парни котела. Запас въглища 1290 тона.

## Коментари
1. ↑  Префиксът „USS“ е от на английски: United States Ship (Кораб на Съединените щати).